# カブキロックス (バンド)
カブキロックスは、日本のロックバンド。1989年、TBS系で深夜に放送されていたバンドオーディション番組『平成名物TV 三宅裕司のいかすバンド天国』（通称『イカ天』）に出演してブレイク。翌1990年、『お江戸-O・EDO-』でメジャー・デビュー。
歌舞伎の隈取を主なモチーフとした奇抜なメイクと派手な和装が大きな特徴。初期のアルバムには歌舞伎の演目をモチーフにした曲が多い。ボーカルである氏神一番のパフォーマンスには、「見得」等の歌舞伎独特の所作が多く見られる。
元禄3年（1690年）から現代へタイムスリップしてきたという設定で、ライブを“狂言雷舞”、曲目を“演目”と呼ぶ。パートについても同様の和風言い換えで、ボーカルを“歌い手”、ギターを“六味線”、ベースを“四味線”、ドラムを“洋太鼓”、キーボードを“鍵盤”と呼ぶ。

## 来歴

### “カブキロックス”前夜
カブキロックスの前身は、有村一番（氏神一番）が結成した和洋楽器混成のバンド“KABUKI ROCK 一番屋”と、青木秀樹（青木秀麻呂）が結成した和製グラムロックバンド“ヒステリックグラマー”という別々のバンドだった（共に1986年結成）。両バンドは、当時原宿の歩行者天国（ホコ天）や各地のライブハウスで主に活動をしていた。
青木の“ヒステリックグラマー”は、インディーズレーベルでミニLP『Glamorous Pop』を発表するなど精力的に活動しており、既に『イカ天』にも出演し、完奏した経験もあった（1989年2月18日　第二回放送時：在宅審査員賞を受賞）。
一方、有村（氏神）の“KABUKI ROCK 一番屋”もフジテレビ系で放送された深夜番組『冗談画報』に、歌手の上田正樹を推薦人として出演（1987年4月22日）し、また『SUPER WEEKEND LIVE 土曜深夜族』（TBS、『イカ天』の前番組）のバンド特集の企画に出演するなどして認知度を上げ、一旦はCBS・ソニーからデビューが決まりかけた状態だった。しかし、レコード会社による“有村（氏神）と、オーディションで選出されたバンドマンとを組み合わせた新ユニットよるデビュー”という方針に有村自身が納得できない状態であった。
その頃放送されていた『イカ天』への出演を熱望していた有村は、既にライブ等で共演して知り合っていた“ヒステリックグラマー”の青木に相談をしたところ、彼に“有村（氏神）と、ボーカル以外のヒステリックグラマーメンバーによる新バンドでの『イカ天』出演”を提案される。この青木による提案内容を、“KABUKI ROCK 一番屋”でのTV出演を禁止していたCBS・ソニーのディレクターが渋々ながら承認したため、晴れて“カブキロックス”としての『イカ天』出演が実現した。

### 『イカ天』出演 - メジャーデビュー
1989年10月14日の『イカ天』で、沢田研二の『TOKIO』を江戸時代風の歌詞にアレンジした『お江戸』を演奏し完奏。この週は赤と紫の衣装をまとった黒子2名も登場し、演奏時に大扇子を広げての回転パフォーマンス、氏神の梯子乗りパフォーマンスの補助を、演奏終了時に紙吹雪撒きを行った。なお、この時のインタビューにおいて氏神は「マイクスタンドは総ヒノキ作りで漆塗り」とも話していた。
この週のイカ天キングの座は、先々週（前の週は特番）にBEGINが5週勝ち抜けて“グランドイカ天キング”となったために空位となっていた。カブキロックスは同じくこの週に完奏したA★VANT-GARADE、THE SAKURA、突然段ボールなど6組のバンドの中から“仮イカ天キング”に選出される。
“正キング”の座をかけた10月28日の収録（生放送の予定が'89ニチレイインターナショナルゴルフ放送のため直前に中止、番組は収録の上で11月4日に放送された。『イカ天』唯一の録画放送）では、氏神が作詞作曲をしたオリジナル曲『好色一代男』で臨み、「これは最後まで見ちゃうよね」と三宅を唸らせたものの、チャレンジャーのサイバーニュウニュウに敗れたため、正キングにはなれなかった。この週の演奏では、氏神の依頼で“KABUKI ROCK 一番屋”の鼓担当メンバーも出演。アルバムに収録されている同曲とは異なり、鼓を前面に押し出したアレンジとなった。演奏中には氏神が毛振りのパフォーマンスを見せた。イカ天キング選定の際には吉田建に「これじゃ真面目にやっているバンドが報われないよね」とも言われている。この吉田の発言については、氏神の著書に、他のバンド以上に真面目にやっている自負があったがゆえに大変憤慨したという旨の記述がある。正キングの座は逃したものの、彼らの奇抜な姿とレベルの高い演奏は多くの視聴者に強い印象を残し、『イカ天』番組内の、視聴者投稿による『週間アマチュアベスト10』で初登場一位を獲得した。
翌1990年元日に日本武道館で開催され、1月2日にTBS系で放送された『輝く！日本イカ天大賞』では、オープニングに『お江戸』、ベストパフォーマンス賞受賞による演奏で『好色一代男』と、出場バンドで唯一2曲を演奏している。
この年には、成人の日に放送された『NHK青春メッセージ'90』へのゲスト出演や、ヤングジャンプ表紙グラビア、ニューヨークライブ、氏神一番の1990年のTBS春の番組キャンペーンキャラクターとしての抜擢などで爆発的に知名度を上げていき、遂に同年5月21日にシングル『お江戸-O・EDO-』で念願のメジャー・デビューを果たした。江戸という設定は時代考証が難しく、キャラクターを演じる上では不利なので後悔していると、交友があり当時オペラを芸風としていた伊集院光に打ち明けている。

### イカ天ブーム終焉によるメンバー脱退 - 活動停滞
シングル『お江戸-O・EDO-』の発売から1カ月後の6月21日に1stアルバム『KABUKI-ROCKS』をリリース。その後も、アニメ『ドラゴンクエスト』のエンディング主題歌（虹の都）としてのタイアップや、映画『1990牡丹燈篭』への出演、東京音楽祭世界大会出場、全日本有線放送大賞新人賞等、破竹の勢いで進んでいくが、1990年末の『イカ天』放送終了によるバンドブームの沈静化により、“『イカ天』の顔”的な存在であったカブキロックスの人気にも徐々に翳りが出始める。
そんな中、ギターの青木秀麻呂が自身のバンド“LOVE MISSILE”（1992年日本クラウンよりデビュー）を結成し、1991年の渋谷公会堂ライブを最後にカブキロックスを正式脱退。
続いて翌1992年には、脱退した青木の替わりにベースからギターに転向していた大槻セイシローも脱退。
また同じ頃、残ったメンバーのうち氏神と坂川は、ロックバンド“人間椅子”の和嶋慎治と3人で“かぶきいす”というアコースティックユニットを結成し、カブキロックスとは別にライブ活動を行っていた。
1993年、所属レコード会社をアポロンから東芝EMIに移籍し、アニメ『剣勇伝説YAIBA』の主題歌シングルを発売。その後、移籍第一弾アルバムとして3rdアルバム『勇気』をリリースした。さらに“平成の勇気ツアー”と題して全国ライブハウスツアーを敢行するも、活動機会は減少の一途を辿る。
そして遂にはドラムの井上晴之介も去り、氏神一番 (Vo)・坂川美女丸 (Gt)・健士郎 (Bs) による3ピースユニットとして、細々とライブハウスでの活動を続けることとなる。

### 2001年“新生カブキロックス” - 現在
2001年、健士郎に替わる新ベーシストに鬼島力蔵、新ドラマーにピカベエ、さらにキーボーディストとして侍麹之介（当初の芸名はサムライ宏治）を加え、“新生カブキロックス”として本格的に活動を再開。
同年8月9日、青木秀樹（青木秀麻呂）主催により恵比寿FABで開催されたライブイベント“Glamorous Night at FAB”のおまけとして“一夜限りのオリジナルメンバー雷舞”と称し、デビュー当時の初代メンバーによる復活ライブが実現した。2002年6月20日のワンマンライブにおいても、前半に“新生カブキロックス”、後半にデビュー時の初代メンバーが揃った“元祖カブキロックス”という、新旧カブキロックスの対バンが実現した。
その後、初期メンバーの青木秀麻呂、大槻セイシローの復帰と坂川美女丸の脱退、およびメンバーの変更が公式サイトのBBSで発表され、氏神 (Vo)・青木 (Gt)・大槻 (Gt)・紫炎 (Bs)・華織 (Dr) というメンバー構成になり、久々にツインギターによる5ピースバンドの形態を取り戻す。
2006年、ベースの紫炎が脱退。後任として胡縞武蔵が加入。
2007年、ドラムの華織が脱退。
2009年、三柴三蔵が後任ドラマーとして加入。氏神一番主催のライブイベント『JAPONES CREW 和Rock Night』に出演。
2009年10月21日、20周年記念シングルとして「大江戸 恋町 華の町／御免ねお夏」をリリース。
2011年2月23日、21世紀の昭和歌謡「めぐり愛ナイト」をリリース。
2012年、ギターの大槻セイシローが脱退。
2013年7月10日発売の、声優上坂すみれの2nd Single「げんし、女子は、たいようだった。」のミュージック・ビデオにおいて、「上坂すみれ feat.カブキロックス」という名目で、メンバー4人がバックバンドとして参加。同年、坂川が再加入。
2015年1月1日に25周年ベストアルバム『NOW&BEST 〜今昔詩歌集〜』を発売。

## メンバー

### 現在のメンバー
氏神一番（うじがみ いちばん／1960年4月3日 -、鹿児島県生まれ／江戸時代（元禄3年4月3日）の京都出身） ボーカル
本名は「有村孝弘」。当初の芸名は「有村一番（ありむら いちばん）」だったが、『イカ天』出演時に司会の三宅裕司に“氏神”という言葉を芸名と勘違いされたために、一時期は芸名表記を「有村“氏神”一番」としていたが、東芝EMIへの移籍の頃に現在の芸名となる。“カブキロック”というコンセプトの発案者であり、唯一デビュー当時から現在まで在籍しているメンバー。歌舞伎の獅子をイメージした出で立ちであるが、初期の頃は歌舞伎独特の髪型の一つ「角前髪」と「車鬢（五本車鬢）」を模したかつらを付ける事もあった。ライブ時には総檜造りのマイクスタンドを使用するという凝りようであるが、反面、トークなどでは「拙者」「〜でござる」など古風な喋りを意識するものの、アドリブが利かずに素に戻ってしまうなど、キャラクターが今ひとつ定まっていないことを周りから突っ込まれるのがお約束となっている。
ノーメイク（素顔）で『お玉・幸造夫婦です』『GODドクター』などドラマにも出演経験がある。1991年に女優朝丘雪路を家元とする日本舞踊「深水流」の名取師範(深水雪業)となっており、日本舞踊家として歌舞伎座の舞台にも出演経験を持つほか、粘土工芸師という一面も持つ。
日本テレビ音楽学院ザ・バーズの第1期生であったため、日本テレビ系の歌番組ではバックダンサーを務めていた経験がある。また、全国高等学校サッカー選手権大会のテーマ曲である「ふり向くな君は美しい」も歌っていた。この曲の作詞者である阿久悠が死去した際の「阿久悠を送る会」にはザ・バーズを代表して参列した。大学生時代にはテレビドラマ『大都会 PARTIII』などのエキストラ出演や操車スタッフを務めていた。
青木秀麻呂（あおき ひでまろ／11月4日 -／信濃国出身） ギター
メジャーデビュー時の初代メンバーの一人。1990年に結成した自身のバンド“LOVE MISSILE”（ラヴ ミサイル）の活動のため1991年脱退。2002年に大槻セイシローと共に復帰。カブキロックスのサウンド作りの中核をなす人物。ワニブックス刊『イカ天年鑑 平成元年版』には「青木ヒデノシンから改名」とある。現在、青木秀樹名義でグラムロックバンド“LOVE ME DO”でも活動中。
坂川美女丸（さかがわ びじょまる／9月19日 -／伊勢国出身） ギター
メジャーデビュー時の初代メンバーの一人。2002年に青木秀麻呂、大槻セイシローの復帰と入れ替わりで脱退。2013年イカ天生誕25周年記念イベントより、復帰。『イカ天年鑑』には「坂川美丸から改名」とある。三重県度会郡玉城町出身。
胡縞武蔵（こじま むさし／2月17日 -／信濃国出身） ベース
前任のベーシスト、紫炎の後を受けて2006年加入。卓越したデザインセンスを持ち、カブキロックスのオフィシャルTシャツのデザインも手がける。また、公式BBSではカブキロックスのメンバーをパロディ化した“カブキダックス”というキャラクターをたびたび登場させている。千原兄弟の千原せいじと友人である。せいじとは以前武蔵（旧踊家ナッシュ）がリーダーとして活動していたパンクバンドゲンドウミサイルの時に知り合う。現在はニューヨークに滞在中のため、サポートベースの南右近と交代している。
三柴三蔵（みしば さんぞう／11月4日 -／江戸出身） ドラム
2009年8月、加入。青木秀樹プロジェクト“LOVE ME DO”でも活動中。

### 過去在籍していたメンバー
大谷セイシロー（おおたに せいしろー ／在籍期間：1989年 - 1989年） ベース
カブキロックスの前身となったバンド“ヒステリックグラマー”からのメンバー。『イカ天』出演後、メジャーデビュー前に脱退。
井上晴之介（いのうえ はるのすけ／在籍期間：1989年 - ？年） ドラム
メジャーデビュー時の初代メンバーの一人。『イカ天年鑑』には「井上春之介から改名」とある。
健士郎（けんしろう／在籍期間：1991年 - ？年） ベース
1991年の青木秀麻呂脱退後、ギターに転向した大槻セイシローに替わりベースを担当。3rdアルバム『勇気』では一曲ではあるが作曲もしている。
鬼島力蔵（きじま りきぞう／在籍期間：2001年 - 2002年） ベース
“新生カブキロックス”（2001年時）のメンバーとして2001年加入。翌年、紫炎と入れ替わりで脱退。
ピカベエ（ぴかべえ／在籍期間：2001年 - 2002年） ドラム
“新生カブキロックス”（2001年時）のメンバーとして2001年加入。翌年、華織と入れ替わりで脱退。
ポケットモンスターのピカチュウが好き。
紫炎（しえん／在籍期間：2002年 - 2006年） ベース
当時のメンバー坂川美女丸にスカウトされて2002年加入。青木秀樹（青木秀麻呂）結成のバンドプロジェクト“LOVE ME DO”にも所属していたが、カブキロックスの脱退と時期を同じくしてこちらも脱退している。
華織（かおり／2月15日 -／水戸出身／在籍期間：2002年 - 2007年） ドラム
2002年、初代メンバーである青木秀麻呂と大槻セイシローの復帰と同時に加入。ライブではオープニング時に打ち鳴らす銅鑼が特徴。顔の隈取は、歌舞伎の演目『暫（しばらく）』の主人公をモチーフにしていると、DVDのインタビューで語っている。
2007年7月7日のライブを最後にカブキロックスを脱退する事を公式BBSにて表明。
大槻セイシロー（おおつき せいしろー／在籍期間：1990年 - 1992年　2002年 - 2012年） ギター/ベース
メジャーデビュー時の初代メンバーの一人。デビュー直前に脱退した大谷セイシローと入れ替わりで、当初はベースを担当。青木秀麻呂の脱退後に、ギター担当となるも、1992年脱退。2002年に青木秀麻呂と共にギタリストとして復帰するが、2012年再脱退。
山田幸之介（やまだ　ゆきのすけ／在籍期間：?年 - ？年） ドラム
サポートメンバー、スーパーサポートメンバーを経て、メンバーとなる。現在は坂川美女丸率いる「美女丸BAND」でドラムを担当している。

### その他
山田屋辰之進（やまだや たつのしん） 黒子
『イカ天』出演時に川名部とともに黒子としてパフォーマンスを担当。放送時はメンバーと共にスタジオ生出演もした。
川名部亮右エ門（かわなべ りょううえもん） 黒子
『イカ天』出演時に山田屋とともに黒子としてパフォーマンスを担当。放送時はメンバーと共にスタジオ生出演もした。出演時に“一番屋”のネーム入り半纏を着ていたので、“KABUKI ROCK 一番屋”からの助っ人と思われる。
ライブビデオ『LIVE IN ZIPANG』（1990年）ではスタッフロールにローディーとしてクレジットされている。
侍 麹之介（さむらい こうじのすけ） キーボード
1999年より氏神一番のサポートメンバーとして演奏に参加しており、リニューアル前のオフィシャルサイトでは“新生カブキロックス”（2001年時）のメンバーとして紹介されていた。現在のオフィシャルサイトに彼の紹介は無いが、ライブでは常にサポートキーボードとして演奏に参加している。
ライブやイベントで時々居合抜きのパフォーマンスを見せることもある。顔に白塗りメイクは施しておらず、髪を後ろで束ねた浪人のような格好が特徴。

## 受賞歴
- 第23回 全日本有線放送大賞　新人賞（1990年／『お江戸-O・EDO-』で受賞）
- 輝く！日本イカ天大賞　ベストパフォーマンス賞（1990年）

## ディスコグラフィー
楽曲のタイアップに関してはタイアップ一覧を参照。

### シングル
- 『お江戸-O・EDO-』（1990年5月21日発売／アポロン［APDA-23］）
  1. お江戸-O・EDO-（作詞：糸井重里／作曲：加瀬邦彦／編曲：カブキロックス）
  2. すみれSEPTEMBER LOVE【アルバム未収録曲】（作詞：竜真知子／作曲：土屋昌巳／編曲：カブキロックス）

  - ※すべてのシングル・アルバムにおいてアナログ盤での発売は無かったが、このシングルに限りプロモーション用に作成されたEP盤が存在する。また、カセットテープでも通常販売されている。
- 『虹の都』（1990年8月21日発売／アポロン［APDA-29］）
  1. 虹の都（作詞：有村一番／作曲：青木秀麻呂／編曲：カブキロックス＆佐藤宣彦）
  2. スーサイド・ゲーム【アルバム未収録曲】（作詞・作曲：青木秀麻呂／編曲：カブキロックス＆佐藤宣彦）
- 『千両役者』（1991年3月5日発売／アポロン［APDA-36］）
  1. 千両役者（作詞：有村一番／作曲：大槻セイシロー／編曲：カブキロックス＆佐藤宣彦）
  2. 桜 APRIL LOVE〜助六由縁・江戸桜〜（作詞：有村一番・青木秀麻呂／作曲：青木秀麻呂／編曲：カブキロックス）
- 『MOONLIGHT BIRTHDAY』（1991年11月21日発売／アポロン［APDA-54］）
  1. MOONLIGHT BIRTHDAY　【アルバム未収録曲】（作詞：大槻セイシロー・有村一番／作曲：大槻セイシロー／編曲：カブキロックス）
  2. 夢旅人（作詞：有村一番／作曲：坂川美女丸／編曲：カブキロックス＆佐藤宣彦）

  - ※『MOONLIGHT BIRTHDAY』については、アポロン時代最後のアルバム『MASQUERADE』の後に同社からリリースされたシングル曲だったため、移籍後の東芝EMIからリリースされたアルバム『勇気』には収録されなかった。
- 『勇気があれば』（1993年5月7日発売／東芝EMI ［TYDY-2047］）
  1. 勇気があれば（作詞：氏神一番／作曲：大槻セイシロー／編曲：カブキロックス＆角田英之）
  2. 神智学無き戦い!【アルバム未収録曲】（作詞：大槻ケンヂ／作曲：網倉一也／編曲：カブキロックス）
- 『大江戸 恋町 華の町』（2009年10月21日発売／Birdland Music Entertainment ［BLKR-1001］）
  1. 大江戸 恋町 華の町（作詞：氏神一番／作曲：青木秀麻呂／編曲：カブキロックス）
  2. 御免ね お夏　（作詞：氏神一番／作曲：青木秀麻呂／編曲：カブキロックス）
- 『めぐり愛ナイト』（2011年2月23日発売／Birdland Music Entertainment　[XQAD-1007]）
  1. めぐり愛ナイト（作詞：氏神一番／作曲：青木秀麻呂／編曲：長谷宮彰孝＆カブキロックス）
  2. 歌舞喜恋唄（作詞：氏神一番／作曲：青木秀麻呂／編曲：長谷宮彰孝＆カブキロックス）

### アルバム
- 『KABUKI-ROCKS』（1990年6月21日発売／アポロン［APCA-13］）
  - デビューシングル『お江戸-O・EDO-』の1ヵ月後にリリースされた1stアルバム。オリコン最高位は16位。「それぞれの“前世”におけるバンド時代の曲をベースにしたもの」と発売直後の雑誌記事にある通り、収録曲には前身バンド“KABUKI ROCK 一番屋”と“ヒステリックグラマー”の楽曲からの流用が見られる。特に“ヒステリックグラマー”からの楽曲は、コンセプトと合致するように歌詞の随所が江戸時代風にアレンジされている。曲名のうち『お夏狂乱』、『藤娘』、『桜姫』は歌舞伎の有名な演目または登場人物であり、さらに『好色一代男』は井原西鶴原作による江戸時代の文芸作品の題名である。
【CD帯のコピー】
元禄グラマラス・ポップ・バンド“カブキロックス”現世に出現！'90年代大衆娯楽の真髄
【収録曲】
    1. 浮世の夢に…（作詞：有村一番／作曲：青木秀麻呂／編曲：カブキロックス＆佐藤宣彦）
    2. お夏狂乱（作詞・作曲：有村一番／編曲：カブキロックス＆佐藤宣彦）
    3. 桃源郷（SHANGRI-LA）（作詞・作曲：青木秀麻呂／編曲：カブキロックス＆佐藤宣彦）
    4. ZIPANG（作詞：有村一番・青木秀麻呂／作曲：青木秀麻呂／編曲：カブキロックス＆佐藤宣彦）
    5. MISTY BLUE MOON（作詞：有村一番／作曲：青木秀麻呂／編曲：カブキロックス＆佐藤宣彦）
    6. 元禄NIGHT（作詞：有村一番・青木秀麻呂／作曲：青木秀麻呂／編曲：カブキロックス＆佐藤宣彦）
    7. 虹の都（作詞：有村一番／作曲：青木秀麻呂／編曲：カブキロックス＆佐藤宣彦）
    8. FOXY LADY 〜狐火〜（作詞：有村一番・青木秀麻呂／作曲：青木秀麻呂／編曲：カブキロックス＆佐藤宣彦）
    9. O・EDO 〜お江戸〜（作詞：糸井重里／作曲：加瀬邦彦／編曲：カブキロックス）
    10. PURPLE LADY 〜藤娘〜（作詞・作曲：有村一番／編曲：カブキロックス＆佐藤宣彦）
    11. 好色一代男（作詞・作曲：有村一番／編曲：カブキロックス＆佐藤宣彦）
    12. BYE BYE LADY 〜桜姫〜（作詞：有村一番・青木秀麻呂／作曲：青木秀麻呂／編曲：カブキロックス＆佐藤宣彦）
- 『MASQUERADE』（1991年3月5日発売／アポロン［APCA-21］）
  - アポロンでは最後のアルバムリリースとなった2ndアルバム。オリコン最高位は62位。初回限定盤は紙ボックスケース仕様で、特製ポストカードが付属されていた。1stアルバムでは濃かった江戸時代的カラーがいくらか薄れ、ポップス寄りな楽曲が増えた。『CRAZY MOON』は、脱退後の青木が結成したバンド“ラヴミサイル”のアルバム『First Kiss』にも流用されている。曲名のうち、『助六由縁江戸桜』、『鳴神』は歌舞伎の演目名。また、『ANOTHER LION 〜炎の獅子〜』の歌詞は歌舞伎の演目“連獅子”をモチーフにしている。
【CD帯のコピー】
100%ロサンゼルス録音 Second Album
【収録曲】
    1. CAN'T STOP LOVING YOU（作詞：青木秀麻呂・有村一番／作曲：坂川美女丸・青木秀麻呂／編曲：カブキロックス＆佐藤宣彦）
    2. 桜 APRIL LOVE 〜助六由縁・江戸桜〜（作詞：有村一番・青木秀麻呂／作曲：青木秀麻呂／編曲：カブキロックス）
    3. 舞姫（作詞：有村一番／作曲：大槻セイシロー／編曲：カブキロックス＆佐藤宣彦）
    4. ANOTHER LION 〜炎の獅子〜（作詞・作曲：有村一番／編曲：カブキロックス＆佐藤宣彦）
    5. CRAZY MOON（作詞・作曲：青木秀麻呂／編曲：カブキロックス）
    6. 鳴神（作詞：有村一番／作曲：坂川美女丸／編曲：カブキロックス＆佐藤宣彦）
    7. G.O.L.D（作詞・作曲：青木秀麻呂／編曲：カブキロックス）
    8. BLOODY DREAM 〜将門伝説〜（作詞：有村一番／作曲：坂川美女丸／編曲：カブキロックス＆佐藤宣彦）
    9. 火傷しそうなSCANDAL（作詞：有村一番・青木秀麻呂／作曲：青木秀麻呂／編曲：カブキロックス）
    10. 千両役者（作詞：有村一番／作曲：大槻セイシロー／編曲：カブキロックス＆佐藤宣彦）
    11. 夢旅人（作詞：有村一番／作曲：坂川美女丸／編曲：カブキロックス＆佐藤宣彦）
    12. 時空を越えて…（作詞：有村一番／作曲：大槻セイシロー／編曲：カブキロックス＆佐藤宣彦）
- 『勇気』（1993年7月21日発売／東芝EMI ［TYCY-5312］）
  - 東芝EMIに移籍してリリースされた3rdアルバム。当時の広告では“移籍第一弾”と銘打たれていたが、その後東芝EMIからのアルバムリリースは無かった。ライナー冒頭の氏神の言葉通り、今まで頑なに守ってきた“和”のテイストが大胆に捨て去られており、大幅なイメージチェンジが図られた事がわかる。今まで楽曲制作に参加していなかった井上が作詞で参加したことにより、唯一所属メンバー全員が楽曲制作に参加したアルバムとなった。
【CD帯のコピー】
このCDを買う勇気、聞く勇気、それさえあればあなたは真の勇気を手に入れることができるでしょう。
皆様の御家庭の家宝として、末代まで伝えられるべき勇気の神器ここに完成。
【収録曲】
    1. Empty Games（作詞：氏神一番／作曲：坂川美女丸／編曲：カブキロックス）
    2. 駆け抜けたI LOVE YOU（作詞：氏神一番／作曲：岩尾徹／編曲：カブキロックス）
    3. KI-ZU-NA（作詞：氏神一番／作曲：大槻セイシロー／編曲：カブキロックス）
    4. 勇気があれば（アルバム バージョン）（作詞：氏神一番／作曲：大槻セイシロー／編曲：カブキロックス＆角田英之）
    5. 夢（作詞・作曲：氏神一番／編曲：カブキロックス）
    6. Risky Girl（作詞：井上晴之介／作曲：坂川美女丸／編曲：カブキロックス）
    7. October Rain（作詞：氏神一番／作曲：健士郎／編曲：カブキロックス）
    8. 月下美人（作詞：氏神一番／作曲：大槻セイシロー／編曲：カブキロックス）
    9. いつの日にか…（作詞：氏神一番／作曲：坂川美女丸／編曲：カブキロックス）
    10. そっと眠れ（作詞：氏神一番／作曲：坂川美女丸／編曲：カブキロックス）
- 『轍 〜WADACHI〜』（2005年5月13日発売／ビオン・ミュージックエンタテインメント［BGCD-0501］）
  - デビュー15周年を期に、3rdアルバムから実に12年の時を経てリリースされた4thアルバム。デビュー当時の“和風ロック”的なテイストが復活している。1曲目の『疾風乱舞』は、茂戸藤浩司による和太鼓を前面に出した和音階のインストに、氏神による口上が入るという珍しい構成の楽曲。
【CD帯のコピー】
待望のデビュー15周年記念 4thアルバム
あの「イカ天」から15年、バンドブームが去っても、カブキロックスは歩み続けてきた。振り返ると、その歴史が軌跡として残り、そこからまた新しい歴史が紡ぎ上がって行く。
【収録曲】
※編曲は“KABUKI-ROCKS & Akihiko Matsuda & Kazuyoshi Narita”とクレジットされている。
    1. 疾風乱舞（作詞：氏神一番／作曲：大槻セイシロー）
    2. 杏寿 〜Anjyu〜（作詞：氏神一番／作曲：青木秀麻呂）
    3. Challenger（作詞：氏神一番／作曲：大槻セイシロー）
    4. 君恋し（作詞：氏神一番／作曲：青木秀麻呂）
    5. 帰らざる河（作詞：青木秀麻呂／作曲：青木秀麻呂）
    6. SAMURAI 〜愛を動かせ〜（作詞・作曲：氏神一番）
    7. 初めて出逢った日のように（作詞：氏神一番／作曲：大槻セイシロー）
    8. 浮世の悲しみに君嘆くなかれ（作詞：氏神一番／作曲：青木秀麻呂）
    9. 風花の夢（作詞・作曲：氏神一番）
    10. 時の過ぎゆくまま（作詞：氏神一番／作曲：青木秀麻呂）
    11. 永遠へ…（作詞・作曲：氏神一番）
- 『NOW&BEST 〜今昔詩歌集〜』（2015年1月1日発売／キングレコード ［KICSｰ3151］）
  - 25周年を迎えたカブキロックスがキングレコードに移籍し、リリースした新曲5曲を含むベストアルバム。代表曲「O・EDO」はオリジナルヴァージョンの他、21世紀ヴァージョン「お江戸」も収録されている。オリジナルメンバーの坂川美女丸が復帰しており、25年の時間を費やし熟成したカブキロックスの華やかな楽曲と演奏が楽しめる。
【CD帯のコピー】
元祖クールジャパンの誉れ高いカブキロックスが衝撃デビューから25周年の節目に奏でる詩歌集
【収録曲】
    1. 夢か現か我が想い（作詞・作曲：青木秀麻呂）
    2. お江戸〜21st.Century ver.〜（作詞：糸井重里／作曲：加瀬邦彦／編曲：カブキロックス）
    3. ZIPANG Cha Cha Cha（作詞：糸井重里／作曲：加瀬邦彦／編曲：カブキロックス）
    4. 時空を超えたマイトガイ（作詞：氏神一番／作曲：胡縞武蔵）
    5. GATTEN! 〜いざ傾け〜（作詞：坂川美女丸・氏神一番／作曲：坂川美女丸）
    6. 虹の都（作詞：有村一番／作曲：青木秀麻呂）
    7. ANOTHER LION 〜炎の獅子〜（作詞・作曲：氏神一番）
    8. お夏狂乱（作詞・作曲：氏神一番）
    9. スーサイド・ゲーム（作詞・作曲：青木秀麻呂）
    10. 千両役者（作詞：有村一番／作曲：大槻セイシロー）
    11. 元禄Night（作詞：有村一番・青木秀麻呂／作曲：青木秀麻呂）
    12. 時の過ぎゆくまま（作詞：氏神一番／作曲：青木秀麻呂）
    13. O・EDO〜お江戸〜（作詞：糸井重里／作曲：加瀬邦彦／編曲：カブキロックス）

### 映像ソフト
- LIVE IN ZIPANG（VHS／1990年9月15日発売／アポロン［APVF-4005］）
  - 1990年7月17日に日本青年館で開催されたライブの模様を収録したビデオソフト。10曲収録。
  - 発売前の仮タイトルは『“顔見世”TOUR '90』だった。
【収録曲（収録順）】
O・EDO -お江戸-／FOXY LADY -狐火-／お夏狂乱／好色一代男／ZIPANG／SUICIDE GAME／桃源郷 -シャングリラ-／Bye Bye Lady -桜姫-／虹の都／浮世の夢に…
- LIVE IN ZIPANG（LDソフト／1990年10月21日発売／アポロン［APLF-4005］）
  - 同名ライブビデオのLD版。収録曲に変更は無い。
- [K-lips]（クリップス）（VHSビデオソフト／1991年3月21日発売／アポロン [APVF-4006]）
  - ビデオクリップ集。5曲収録。
  - このビデオに収録されている『SUICIDE GAME』のクリップは、『LIVE IN ZIPANG』の映像の流用。また、『虹の都』のクリップは、タイアップの内容に合わせてロールプレイングゲーム風に製作されている。
【収録曲（収録順）】
O・EDO 〜お江戸〜／お夏狂乱／SUICIDE GAME／虹の都／千両役者
- KABUKIZM（DVDソフト／2005年11月28日発売／ビオン・ミュージックエンタテインメント［BGDV-0501］）
  - 結成15周年を記念して発売されたDVD。11曲収録。
  - 前半は同時期に発売された4thアルバム『轍 〜WADACHI〜』の収録曲を中心に構成。後半は過去の人気曲をライブ形式で収録。また、ライブ映像以外にもオフショットや各メンバーへのインタビューが特典映像として収録されている。
【収録曲（収録順）】
疾風乱舞／時の過ぎゆくまま／Challenger／君恋し／SAMURAI 〜愛を動かせ〜／浮世の夢に／千両役者／PURPLE LADY 〜藤娘〜／ANOTHER LION 〜炎の獅子〜／O・EDO Special／永遠へ…

### その他関連アイテム
- 『NEXT GATE』（非売品／オリジナルテープ）
  - 『週刊ヤングジャンプ』の1990年2月15日号において、同誌の企画『ヤンジャンVゼミ'90』の受験直前特別企画として製作された楽曲を収録したオリジナルテープ。懸賞として100本が製作され、読者にプレゼントされた。
  - 『NEXT GATE』の作詞は澁谷久秀、作曲は青木秀樹（青木秀麻呂）。同誌に歌詞が掲載されているが、楽曲はこのテープ以外に音源化されていないので不明。メジャーデビューの直前に製作された幻の楽曲である。
- 『カブキロックス ゲームミュージック・サウンド』（1993年11月24日発売／東芝EMI ［TYCY-5331］）
  - 翌年発売されたスーパーファミコン用ゲームソフトに先駆けて発売されたCD。
  - ゲーム内で使用されたBGMに加え、氏神一番歌唱による『IKUSA〜縁〜』と『SAMURAI〜愛を動かせ〜』の2曲が収録されている。演奏には当時のメンバー坂川美女丸がギターで参加。また、アルバム『勇気』にも参加している角田英之（元 有頂天のシウ）が、マニピュレータとして演奏に参加している。
  - 『SAMURAI〜愛を動かせ〜』は4thアルバム『轍』に収録されている同名曲の原曲であるが、アレンジが異なる上、このCDに収録されている方がキーが高い。
- スーパーファミコン用ソフト『カブキロックス』（1994年3月4日発売／アトラス）
  - 氏神一番が開発に参加しているが、ゲームの内容自体はバンドのカブキロックスとは直接関係が無い。
  - ゲームの後半、ある町の楽器屋で氏神一番が主人公にある技を授けるキャラクターとして登場する。
  - その他の詳細はカブキロックス (ゲームソフト)を参照のこと。

## タイアップ一覧
| 使用年 | 曲名               | タイアップ                                                                             |
| ------ | ------------------ | -------------------------------------------------------------------------------------- |
| 1990年 | 虹の都             | フジテレビ系アニメ『ドラゴンクエスト』第一部 後期エンディングテーマ（第27話 - 第32話） |
| 1990年 | スーサイド・ゲーム | 映画『1990牡丹燈篭』主題歌                                                             |
| 1991年 | お夏狂乱           | アメリカ映画『カブキマン（原題：SGT. KABUKIMAN N.Y.P.D.）』主題歌                      |
| 1991年 | 千両役者           | 映画『チー公物語 ネズミ小僧のつくりかた 世紀末版』主題歌                               |
| 1991年 | 千両役者           | テレビ朝日系 深夜番組 『こだわりTV PRE☆STAGE』オープニングテーマ                       |
| 1991年 | MOONLIGHT BIRTHDAY | TBS系ドラマ『御生誕白書』主題歌                                                        |
| 1993年 | 勇気があれば       | テレビ東京系アニメ『剣勇伝説YAIBA』オープニングテーマ                                  |
| 1993年 | 神智学無き戦い!    | テレビ東京系アニメ『剣勇伝説YAIBA』エンディングテーマ                                  |
| 2005年 | Challenger         | KBS・tvk・TVS共同制作ドラマ『T・R・Y〜夢への階段〜』主題歌                             |

## 出演作品
- 『めざせイカ天 〜ロックンOL物語〜』（1990年5月12日／TBS系『ドラマチック22』枠で放送）
  - 『イカ天』出演をめざすOLたちの姿を描いたテレビドラマで、本編にインサートされる形で『イカ天バンドフラッシュ』と称した過去の出演バンド達の紹介映像が入る。カブキロックスの映像は、1週目出演時と武道館の『イカ天大賞』の時の映像を編集したもの。
  - 他に同番組内で紹介されたバンドは、マサ子さん／NORMA JEAN／宮尾すすむと日本の社長／C-BA／One Night Stands／マルコシアス・バンプ／人間椅子。
- 『1990牡丹燈篭』（1990年10月13日公開／映画）
  - 主演の杉本哲太演じるマネージャーが売り込もうとしている新人バンド“Bグッド”役で出演。
  - 作品の冒頭、地方のライブハウスで素顔の5人が、前身バンド“ヒステリックグラマー”を思わせる衣装で、『桃源郷（SHANGRI-LA）』を歌うシーンがある。また、その他にもメンバー達による素顔の演技シーンが多数見られる。ただしカブキロックスとしてのライブ場面はビデオ『LIVE IN ZIPANG』の映像の流用。
  - この映画では音楽もカブキロックスが担当しており、『PURPLE LADY 〜藤娘〜』のアコースティックバージョンをBGMとして聴くことができる。また、この当時まだ発売されていない2ndアルバム『MASQUERADE』の収録曲『ANOTHER LION 〜炎の獅子〜』のイントロ部分のメロディがBGMとして使用されている。

※上記2作品はどちらもビデオ化されていたが、現在は両方とも絶版。

### 氏神一番のみ出演

#### テレビドラマ
- 大都会 PARTIII 第28話「ブラックホール」（1979年4月17日、日本テレビ） - 「赤い狼」メンバー 役（有村孝弘名義）
- 宝引の辰捕者帳（1995年3月31日、NHK）- 左五丈 役[13]

#### 映画
- 劇場版 カブキングZ（2008年） - カブキング 役
- しあわせになれない 悲しい花 〜呪いのドライブ〜（2010年）[14]
- 武蔵野線の姉妹（2012年11月17日）
- フェルメールの憂鬱（2012年12月1日）
- バイオレーター（2018年、第19回ハンブルク日本映画祭ワールドプレミア上映） - 貴島百合乃 役[15]
- ちくび神!（2022年3月19日）[16]
- ラブ・シャーク 心霊調査ビッグサマー（2023年）
- 翔んで埼玉 ～琵琶湖より愛をこめて～（2023年11月23日、東映）　- 京都護衛部隊長役[17]

#### ラジオ
- 氏神一番のOEDOナビ!（2022年1月8日 - 、発するFM）

## 関連書籍
- 心はいつもプロレスラー!（氏神一番 著、シンコーミュージック刊）
- 消えた!?イカ天バンド バンドブームの裏側、まるごと語ります（氏神一番 著、ISBN 4872571991）
- 江戸サイクロペディア『武士語録』（氏神一番 著、祥伝社刊）
- ギタリストを笑え！イカ天出身バンドだった頃（坂川美女丸 著、電子書籍）